# Odies Bajsułtanow
Odies Bajsułtanow (ros. Одес Байсултанов; ur. 17 stycznia 1965 w siole Biełorieczie, Czeczenia) – polityk, premier Czeczenii od 10 kwietnia 2007 do 21 maja 2012. Rzeczywisty radca stanu Federacji Rosyjskiej I klasy od 13 lipca 2016..
Ukończył w 2005 Czeczeński Uniwersytet Państwowy w specjalności „Państwowe i miejskie zarządzanie”, a w 2011 Instytut Finansów i Prawa w Machaczkale.
Na stanowisko został zgłoszony przez prezydenta Ramzana Kadyrowa. Następnie 10 kwietnia 2007 jego kandydatura została jednogłośnie zatwierdzona przez Zgromadzenie Ludowe (parlament). Bajsułtanow jest kuzynem Kadyrowa od strony matki. Z wykształcenia jest ekonomistą. Od marca 2006 sprawował funkcję pierwszego wicepremiera w czeczeńskiej prorosyjskiej administracji.
Aktualnie pełni funkcję pierwszego zastępcy Ministra Sportu Federacji Rosyjskiej.
Odznaczony w 2007 Orderem Przyjaźni, a w 2023 Orderem Honoru, posiada wiele nagród państwowych.